# Schloßberg (Gemeinde Leutschach)
Schloßberg (slowenisch Gradišče) war eine Gemeinde mit 1076 Einwohnern (Stand 1. Jänner 2014) im Bezirk Leibnitz im österreichischen Bundesland Steiermark.
Seit 2015 ist die Gemeinde im Rahmen der Gemeindestrukturreform in der Steiermark mit den Gemeinden Glanz an der Weinstraße, Leutschach und Eichberg-Trautenburg zusammengeschlossen, die neue Gemeinde führt den Namen „Leutschach an der Weinstraße“.

## Geografie
Schloßberg liegt im Süden der Steiermark an der Grenze zu Slowenien. Über die Grenzübergänge Schlossberg/Gradišče und Großwalz/Duh na Ostrem vrhu (Hl. Geist am Osterberg) führen Nebenstraßen in den Ort Ožbalt in der Gemeinde Podvelka (Podwölling) im Drautal in Slowenien.

### Gliederung
Das Gemeindegebiet umfasste folgende drei Ortschaften (in Klammern Einwohnerzahl Stand 1. Jänner 2024):
- Großwalz (129)
- Remschnigg (235)
- Schloßberg (625)

Die Gemeinde bestand aus drei Katastralgemeinden Großwalz, Remschnigg und Schloßberg.

## Geschichte
Die Gemeinde Schloßberg wurde 1850 eine autonome Körperschaft, gehörte aber bis zum Jahre 1882 zum Ortsverband der Marktgemeinde Leutschach. Mit 1. Jänner 1883 wurde die Gemeinde Schloßberg selbständig. Durch die Grenzziehung nach dem Ersten Weltkrieg verlor Schloßberg ein Drittel seines Gemeindegebietes an das damalige Jugoslawien. Mit diesem abgetretenen Gemeindebesitz gingen auch 94 Häuser verloren.
Nach der Annexion Österreichs 1938 kam die Gemeinde zum Reichsgau Steiermark, 1945 bis 1955 war sie Teil der britischen Besatzungszone.

### Wappen
Die Verleihung des Gemeindewappens erfolgte mit Wirkung vom 1. Juni 1955.
Wappenbeschreibung: „In einem grünen Schilde steht auf einem silbernen Dreiberge mit erhöhter Mittelkuppe ein aus drei Teilen bestehendes, gleichfalls silbernes Schloß, dessen Fundamente auf je einer der Kuppen ruhen. Der mittlere Teil des Schlosses zeigt oberhalb eines geschlossenen rundbogigen, von je einem Fenster beseiteten Tores einen spitzbedachten mit drei Fenstern, zwei über einem versehenen Turm, während sich zu beiden Seiten je ein kleinerer Turm mit abgestutztem Dach und zwei übereinander angebrachten Fenstern erhebt.“

## Politik
Letzter Bürgermeister war Gottfried Postl (ÖVP). Der Gemeinderat setzte sich nach den Wahlen von 2010 wie folgt zusammen:
- 11 ÖVP
- 4 SPÖ

## Bevölkerungsentwicklung
Quelle: Statistik Austria

## Kultur und Sehenswürdigkeiten

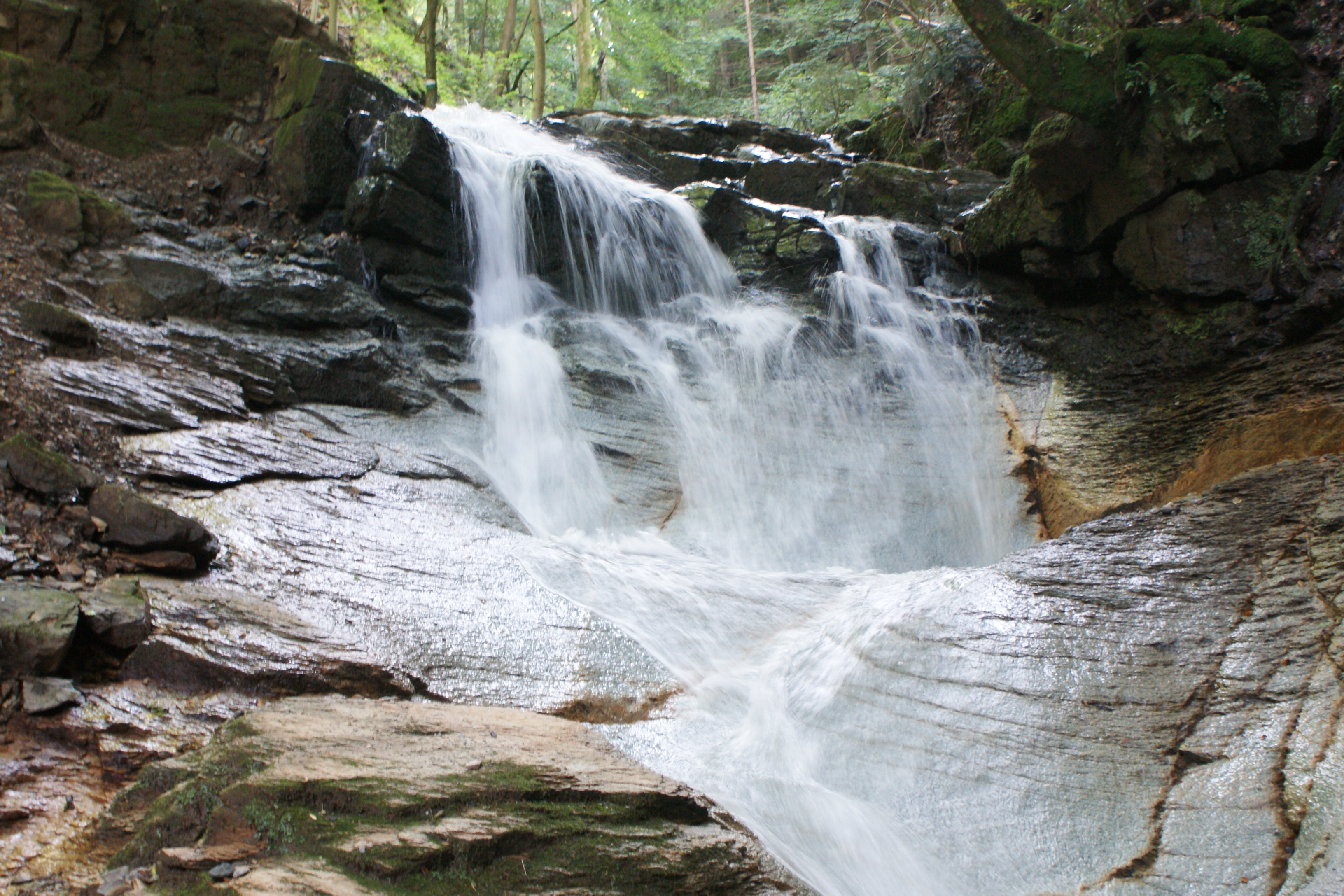
Hl.Geist-Klamm Wasserfall

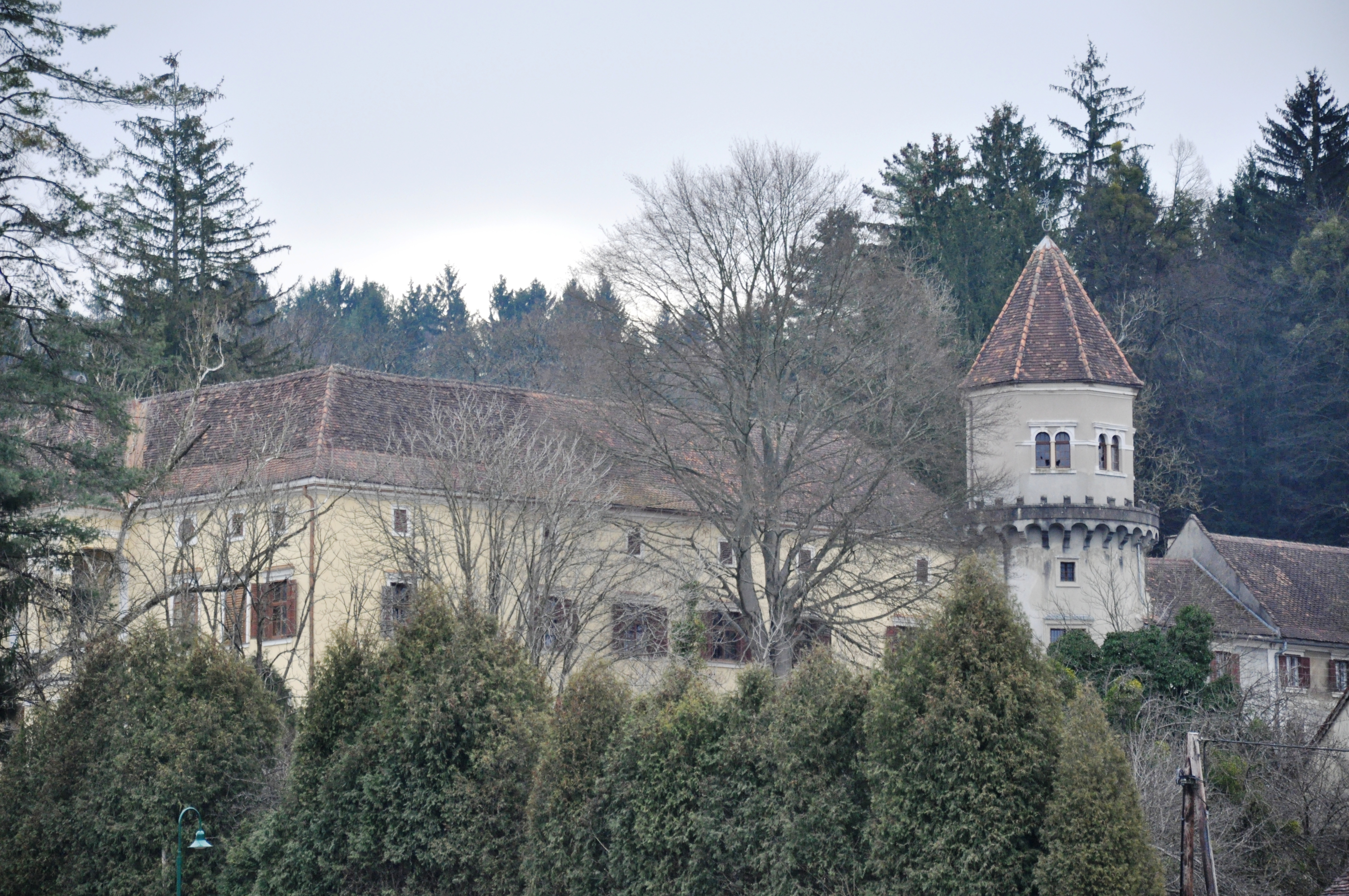
Schloss Trautenburg 2012

- Schlossbergwarte am Montikogel, eine 1995 errichtete 23 m hohe Aussichtswarte[5]
- Mühlen-Erlebnis-Wanderweg
- Heiligengeistklamm
- Burgruine Schmirnberg
- Schloss Trautenburg

### Volksschule Großwalz

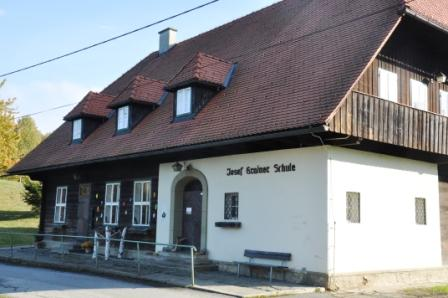
Josef-Krainer Schule

In den Jahren 1909 bis 1912 wurde in der Nähe der Kirche Heiligengeist ein neues Schulgebäude errichtet, das Ende des Zweiten Weltkrieges in den Partisanenkämpfen zerstört wurde. Für die Kinder dieser damals entlegenen Gebiete war das ein schwerer Verlust. So wurde in der Katastralgemeinde Großwalz bald ein Bauer gefunden, der einen Raum für den Unterricht zur Verfügung stellte.
In den Jahren 1947 bis 1949 wurde unter großer Mithilfe und Eigenleistung der Bevölkerung eine neue Schule errichtet. Nach einem großen Unterstützer wurde sie nach dem damaligen Landeshauptmann der Steiermark „Josef-Krainer-Schule“ benannt. Im Zuge des Bildungsplanes der Steiermärkischen Landesregierung wurde diese Kleinschule mit Ende des Schuljahres 2011/12 geschlossen.

## Wirtschaft und Infrastruktur
Schloßberg ist mit den Schwerpunkten Wein- und Hopfenanbau agrarisch strukturiert. In den letzten Jahren wurde der Fremdenverkehr zu einer immer wichtigeren Einnahmequelle für viele Beherbergungs- und Buschenschankbetriebe. Ein Schwerpunkt des Tourismusverbandes Rebenland, zu dem die Gemeinde Schloßberg gehört, liegt auf dem Gebiet des Wanderns. Viele Wanderwege wurden eingerichtet und markiert. Als besonderes Juwel gilt die im Landschaftsschutzgebiet liegende Hl. Geist-Klamm, die in die Liste der Naturjuwele Steiermarks aufgenommen wurde.

## Persönlichkeiten

### Ehrenbürger
- 1988: Josef Krainer (1930–2016), Landeshauptmann der Steiermark 1980–1996[6]

## Historische Landkarten

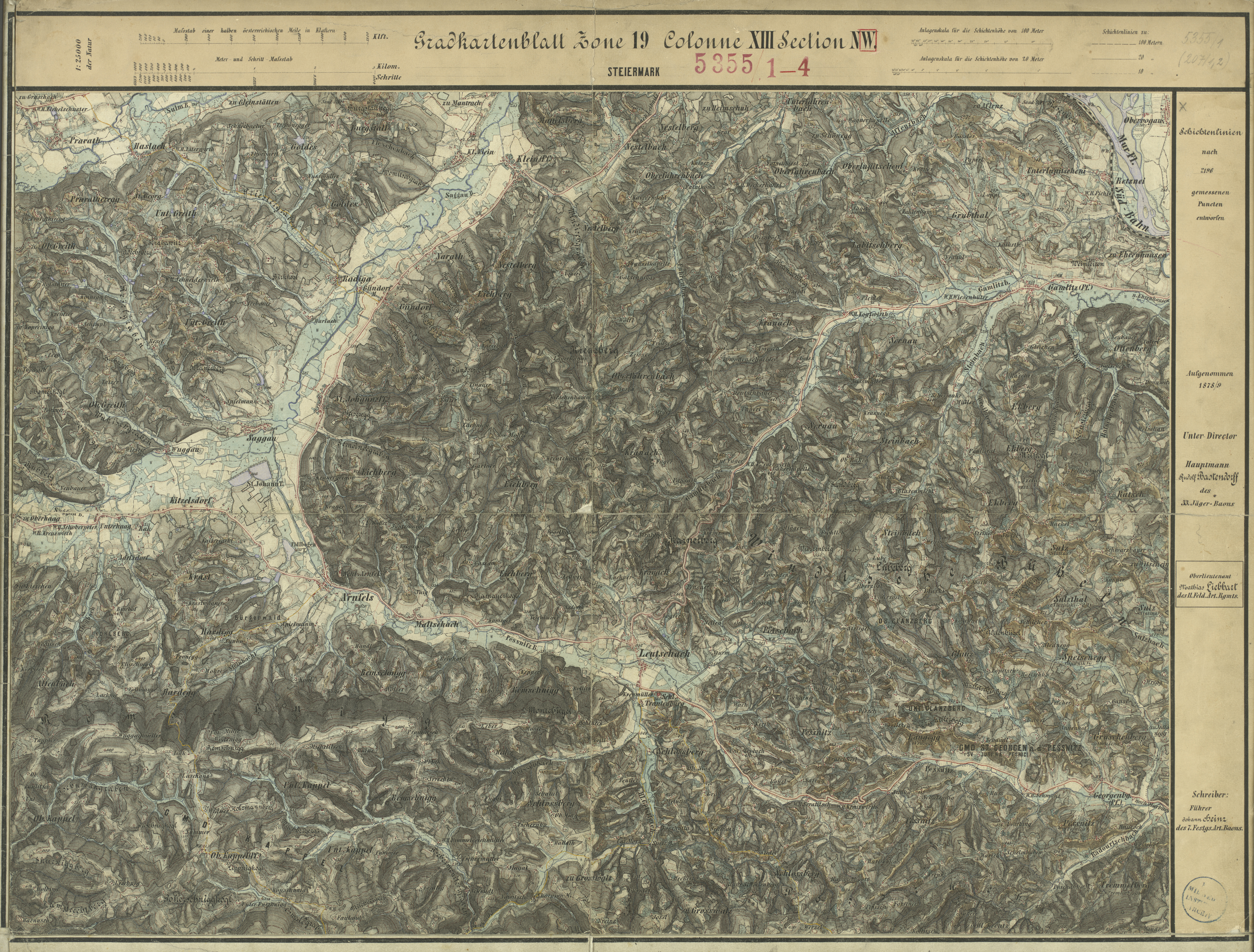
Schloßberg im Gebiet von Großwalz im Poßruck (unten Mitte rechts): Aufnahmeblatt der 3. Landesaufnahme 1:25.000
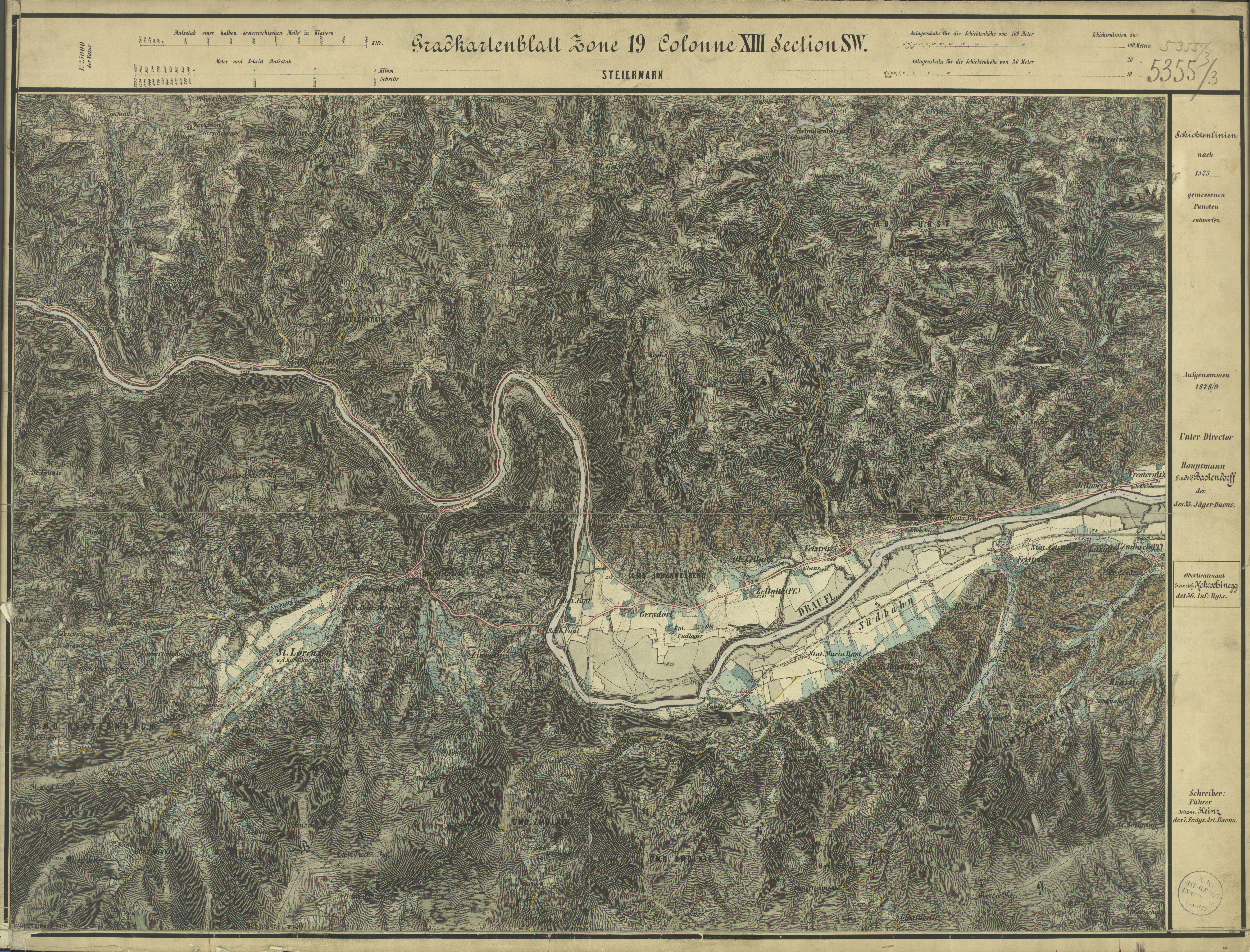
Der Süden der Gemeinde Schloßberg um 1879: Das Schmierenbergertal in der damaligen Gemeinde „Gross Walz“ am Weg nach Feistritz im Drautal und die Pfarrkirche zum Heiligen Geist (Mitte oben)